# Takayo Kondo
Takayo Kondo (jap. 近藤高代 Kondo Takayo; ur. 17 listopada 1975) – japońska lekkoatletka specjalizująca się w skoku o tyczce.

## Osiągnięcia
- 2 medale mistrzostw Azji
  - Dżakarta 2000 – złoto
  - Manila 2003 – srebro
- brąz halowych mistrzostw Azji (Doha 2008)
- wielokrotna mistrzyni i rekordzistka Japonii
- udział w igrzyskach olimpijskich (Ateny 2004) – odpadła w eliminacjach

## Rekordy życiowe
- skok o tyczce (stadion) – 4,35 (2004 & 2007 & 2009)
- skok o tyczce (hala) – 4,20 (2008)